# Judo al XIII Festival olimpico estivo della gioventù europea
Le competizioni di judo al XIII Festival olimpico estivo della gioventù europea si sono svolte dal 28 al 30 luglio a Tbilisi, in Georgia

## Podi

### Ragazzi
| Gara         | Oro                    | Argento                    | Bronzo                                      |
| Fino a 50 kg | Biagio D'Angelo        | Paul Angelo Charles Ronchi | Ibrahim Bayramli Zurab Kakhniashvili        |
| Fino a 55 kg | Ion Mihailov Ion       | Karamat Huseynov           | Luca Carlino Temur Nozadze                  |
| Fino a 60 kg | Robinzon Beglarishvili | Manuel Lombardo            | Lars Kamphuis Ismayil Ibrahimov             |
| Fino a 66 kg | Giovanni Esposito      | Hievorh Manukian           | Bagrati Niniashvili Joris Boes              |
| Fino a 73 kg | Hasil Jafarov          | Razvan Adrian Ciolan       | Vasili Balampanasvili Lukas Philipp Wittwer |
| Fino a 81 kg | Murad Kurbanismailov   | Miroslav Kopis             | Apor Imre Toth Jan Reijntjens               |
| Fino a 90 kg | Sultan Abdullaev       | Martti Puumalainen         | Rok Polajzer John Jayne                     |
| Oltre 90 kg  | Stephan Hegyi          | Vladyslav Berezka          | Yahor Kukharenka Gela Zaalishvili           |

### Ragazze
| Gara         | Oro                       | Argento                 | Bronzo                                        |
| Fino a 40 kg | Shafag Hamidova           | Anastasiia Kuterina     | Arianna Galliani Szandra Tamasi               |
| Fino a 44 kg | Sofia Petitto             | Laura Martinez Abelenda | Dominika Kincelova Szandra Tamasi             |
| Fino a 48 kg | Coraline Marcus Tabellion | Sarah Laura Herrmann    | Natalia Kipshidze Nadežda Petrović            |
| Fino a 52 kg | Mzia Beboshvili           | Ilse Buren              | Nasiba Ibragimova Irem Korkmaz                |
| Fino a 57 kg | Eteri Lip'art'eliani      | Anna Paula Dabrowska    | Danna Nagucheva Emilia Kanerva                |
| Fino a 63 kg | Jovana Obradovic          | Iryna Khryashchevska    | Lara Kliba Sanne Vermeer                      |
| Fino a 70 kg | Alice Bellandi            | Jovana Pekovic          | Petra Opresnik Karla Prodan                   |
| Oltre 70 kg  | Annalisa Calagretti       | Raz Rozaly Hershko      | Mercedesz Renata Szigetvari Marketa Paulusova |